# Ultima romanță de dragoste
Ultima romanță de dragoste (titlul original: în italiană Primo amore) este un film italian de comedie-dramatică, realizat în 1978 de regizorul Dino Risi, protagoniști fiind actorii Ugo Tognazzi, Ornella Muti, Mario Del Monaco și Caterina Boratto.

## Rezumat
Picchio, un fost comedian la cincizeci de ani, se îndrăgostește de o tânără cameristă care este angajată la un azil de bătrâni din San Pellegrino, în nordul Italiei și decide să o ducă la Capri și Roma pentru a o seduce, dar și pentru a-și reînvia cariera de comediant. Dezamăgirea sa va fi însă imensă...

## Distribuție
- Ugo Tognazzi – Ugo Cremonesi zis Picchio
- Ornella Muti – Renata Mazzetti
- Mario Del Monaco – directorul
- Caterina Boratto – Lucy
- Riccardo Billi – Augustarello
- Venantino Venantini – Emilio
- Enzo Maggio – Trontolino
- Nino Lembo – impresarul
- Ennio Antonelli – banditul
- Francesco Anniballi – un trecător lângă tarabă
- Salvatore Campochiaro – pensionarul sicilian
- Vittorio Zarfati – pensionarul chel
- André Hildebrand – pensionarul cu bască
- Luigi Rossi – pensionarul șahist
- Marina Lotar – soția
- Torindo Bernardi – soțul